# طور العماس (طور الباحة)

تعديل مصدري - تعديل

طورالعماس هي إحدى قرى عزلة طور الباحة بمديرية طور الباحة التابعة لمحافظة لحج، بلغ تعداد سكانها 172 نسمة حسب تعداد اليمن لعام 2004.